# Fortaleza de Poznan (Polonia)

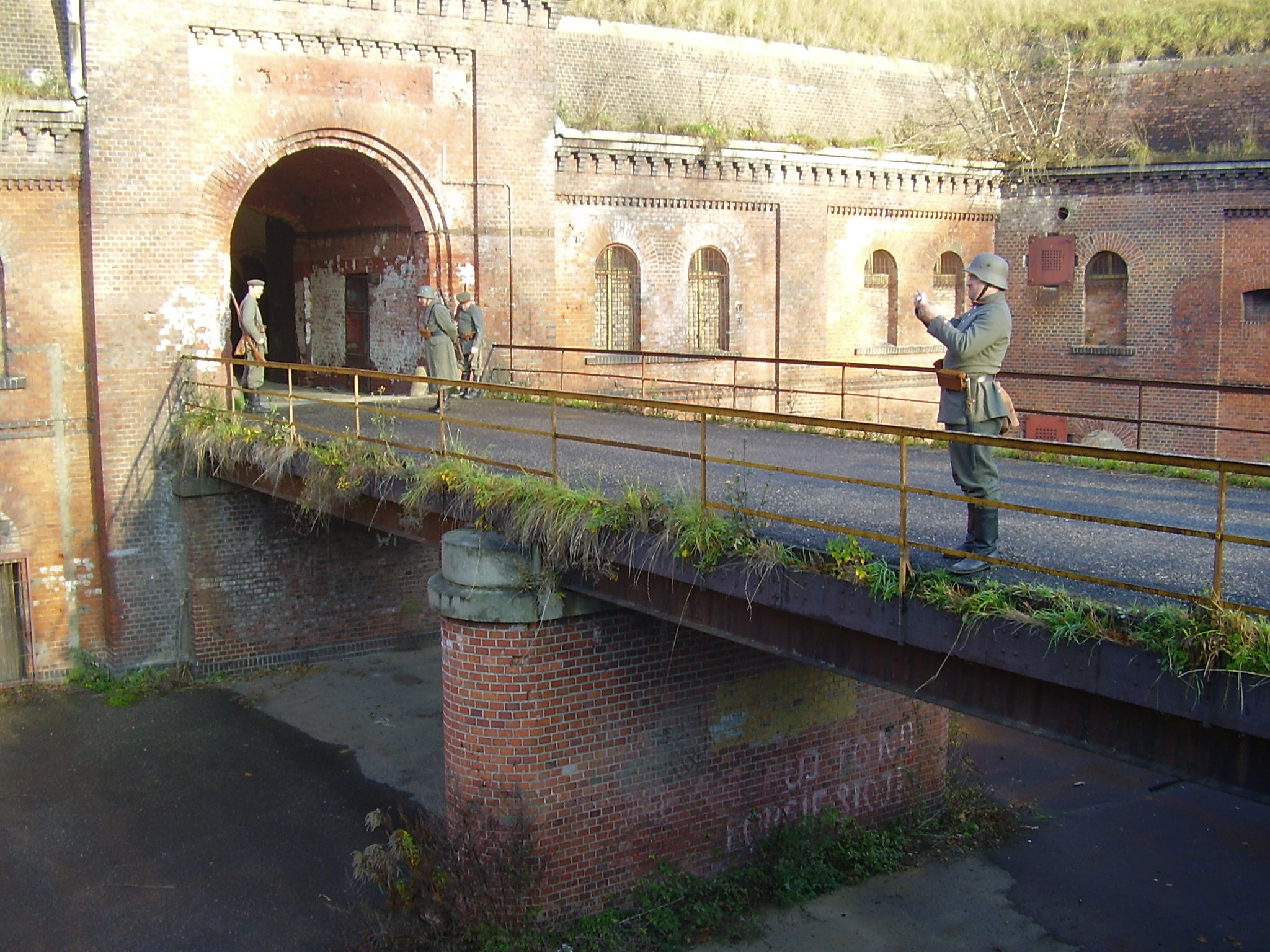
Fuerte VI.

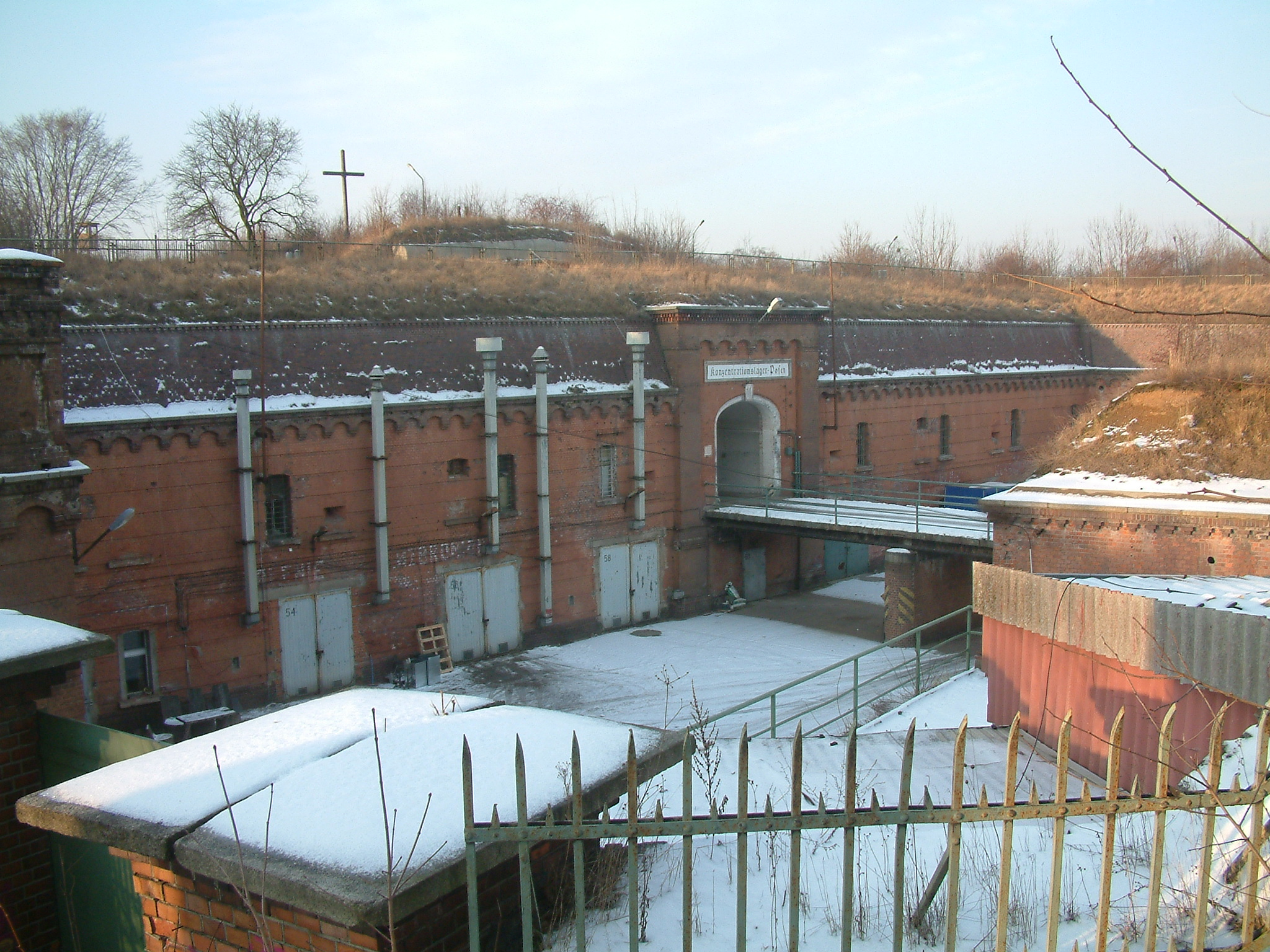
Fuerte VII.

La fortaleza de Poznan (en alemán: Festung Posen; en polaco: Twierdza Poznań) - un conjunto de fortificaciones construidas en la ciudad de Poznan (Polonia), en los siglos XIX y XX, el tercer sistema más grande de su tipo en Europa.